# Écran plat
Pour les articles homonymes, voir Écran.

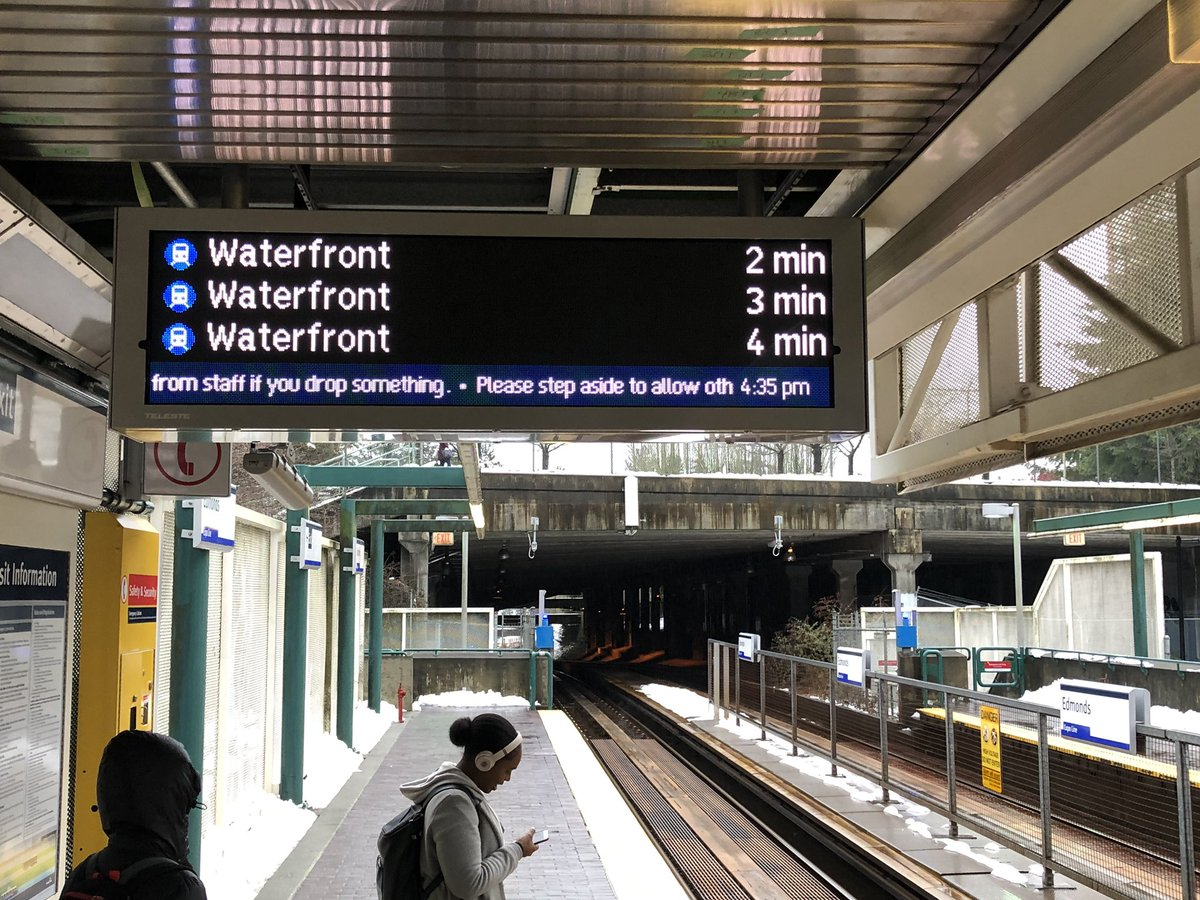
écran plat d'une gare affichant les arrivées

Dans la terminologie des techniques d'affichage, le terme écran plat peut désigner :
- un écran plat LCD (liquid crystal display en anglais), ou écran à cristaux liquides ;
- un moniteur d'ordinateur ou un téléviseur dont la taille en profondeur a été réduite de façon considérable comparée aux écrans et télévisions classiques ;
- un écran à dalle plate, un écran à tube cathodique dont la surface d'affichage n'est pas incurvée mais plate.